# Polyot (fusée)
Polyot (en russe : Полёт, vol, également connu sous le nom de Spoutnik 11A59, l'Indice GRAU) était un lanceur orbital provisoire conçu pour tester des satellites antisatellites, prototypes des satellites IS. Il est devenu nécessaire pour combler le délai entre l'annulation du programme UR-200 et le lancement de Tsiklon. Deux tirs seulement ont été effectués, le premier le 1er novembre 1963 et le dernier le 12 avril 1964, tous avec succès.
La fusée se composait d'un noyau central entouré de quatre propulseurs, tirés d'une fusée Voskhod. Elle était capable de lancer une charge utile de 1 400 kg sur une orbite terrestre basse de 300 km de 59° d'inclinaison.
C'est un membre de la famille R-7.

## Historique des lancements
| Date de lancement | Charge utile | Identifiant COSPAR | Identifiant NORAD | Site de lancement   | Notes  |
| ----------------- | ------------ | ------------------ | ----------------- | ------------------- | ------ |
| 1er novembre 1963 | Polyot-1     | 1963-043A          | 00683             | Baïkonour Site 31/6 | Succès |
| 12 avril 1964     | Polyot-2     | 1964-019B          | 00784             | Baïkonour Site 31/6 | Succès |

### Lanceurs comparables
- Tsiklon
- UR-200